# Fiat 24-32 HP

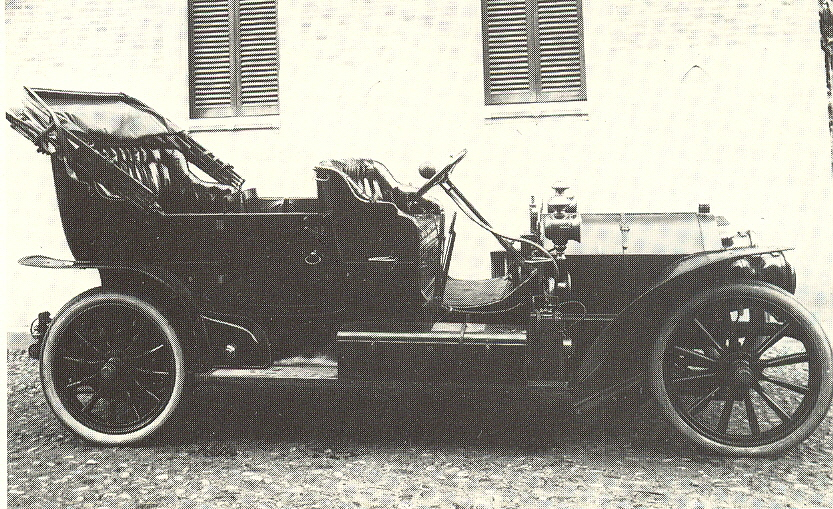
Fiat 24-32 HP

El Fiat 24-32 HP fue introducido por el fabricante de coches italiano Fiat en 1903. El coche fue diseñado para permitir carroceros para hacer diversos órganos de ajuste. Se ofrece con tres diferentes distancias entre ejes, de corto, mediano y largo plazo. 
Estaba equipado con un motor de 4 cilindros:
- 1ª serie con un 6371 cc motor - 32 hp
- 2º serie en 1904 con una 6902 cc motor - 32 hp
- 3 de la serie en 1905, con un 7363 cc motor - 32 hp

Más de 400 fueron hechas en el Corso Dante planta en Turín.
El Fiat 24-32 HP contó con algunas importantes innovaciones tecnológicas: fue el primer sedán de usar una "Landaulet" tipo de cuerpo, y fue el primer coche para tener un pedal del acelerador y la caja de cambios con cuatro marchas hacia adelante. La carretera modelo podría alcanzar una velocidad máxima de 75 kilómetros por hora (4775 kilómetros por hora (46,6 mph).
En 1902, Fiat presentó una versión de carreras del 24 HP Corsa. Este fue el primer coche diseñado especialmente para carreras. El Corsa contaba con un chasis de acero en lugar de la madera del chasis, que dominó en el tiempo, y un doble del bloque del motor 7238 cc desarrollo de 40 hp. Con un peso de sólo 450 kilogramos (992450 kilogramos (992 lb), que corrió a velocidades superiores a 100 kilómetros por hora (62100 kilómetros por hora (62,1 mph), una velocidad muy alta en aquellos días. Este coche dominaba a sus competidores de su primer lanzamiento en la competencia. El coche ganó la Côte-Superga Sassi raza, cerca de Turín, el 29 de junio y el 27 de julio de 1902, con Vincenzo Lancia de conducción, y la Susa - Col du Mont-Cenis carrera a una velocidad media de 44.16 kilómetros por hora (27.4444,16 kilómetros por hora (27,4 mph).